# ПЕГілювання
ПЕГілювання[джерело?] — це процес як ковалентного, так і нековалентного приєднання або об'єднання полімерних ланцюгів поліетиленгліколя до молекул та макроструктур, такими як лікарські засоби, терапевтичні білки та везикули — пегильовані.Jokerst, J. V.; Lobovkina, T.; Zare, R. N.; Gambhir, S. S. (2011). «Nanoparticle PEGylation for imaging and therapy». Nanomedicine. 6 (4): 715—728. Цей процес досягається шляхом інкубації реакційноздатного похідного ПЕГ з молекулою-мішенню. Ковалентне кріплення ПЕГ до лікарського засобу здатне «маскувати» агент з імунної системи господаря, знижуючи імуногенність та антигенність. Також, ПЕГілювання забезпечує розчинність у воді гідрофобних ліків та білків.
Даний метод має значні фармакологічні переваги. Пегадемаза великої рогатої худоби (ADAGEN), вироблена Enzon Pharmaceuticals, Inc., США, стала першим пегильованим білком, який схвалило Управління продовольства і медикаментів у березні 1990 року. Цей препарат використовується в якості альтернативи трансплантації кісткового мозку і заміни ферменту за допомогою генної терапії у випадку тяжкого комбінованого імуногенного синдрому. Після випуску даного препарату на фармацевтичному ринку з'явилася велика кількість біофармацевтиків, отриманих шляхом технології ПЕГілювання. Продаж препаратів Pegasys та Neulasta перевищили 5 мільярдів доларів у 2011 році. Таким чином метод ПЕГілювання є основою багатомільярдної індустрії, що розвивається.